# Baza Sportivă Dan Anca
Baza Sportivă Dan Anca, cunoscută anterior ca Baza Sportivă DROMEX sau Baza Sportivă Detunata, este un stadion polivalent din Cluj-Napoca, România. Baza sportivă a fost deschisă în 2011 pe locul vechii Baze Sportive Detunata și este folosită mai ales pentru meciuri de fotbal, fiind terenul pe care își dispută meciurile echipele Viitorul Cluj și Sănătatea Cluj. Stadionul are o capacitate de 1.000 de persoane și este folosit și pentru meciurile și antrenamentele echipelor de la centrul de tineret al Universității Cluj. Pe lângă terenul principal cu gazon artificial și dimensiuni normale de competiție, baza sportivă conține alte câteva terenuri de fotbal cu gazon sau gazon artificial.